# Krutolyckan på Vaxholms fästning
Krutolyckan på Vaxholms fästning inträffade på eftermiddagen den 11 augusti 1887. I samband med kruthantering skedde en stor explosion som dödade 19 artillerister, 16 ur Svea artilleriregemente och tre ur Göta artilleriregemente. 